# Żeliszew Duży
Żeliszew Duży [pronunciación en polaco: /ʐɛˈliʂɛf ˈduʐɨ/] es un pueblo ubicado en el distrito administrativo de Gmina Kotuń, dentro del Condado de Siedlce, Voivodato de Mazovia, en el este de Polonia central. Se encuentra aproximadamente a 8 kilómetros al suroeste de Kotuń, a 20 kilómetros al oeste de Siedlce, y a 68 kilómetros al este de Varsovia.